# Lars Frost
Lars Rikard Frost, född 12 april 1922 i Sankt Matteus församling i Stockholm, död 20 augusti 2004 i Eskilstuna Fors församling, var en svensk målare och teckningslärare uppvuxen i Stockholm.
Lars Frost studerade måleri hos Otte Sköld och fotografi för Moisé Benkow, så effektivt att Konstakademin inte ville ta emot honom; han ansågs vara färdig konstnär. Istället blev det studier vid Högre konstindustriella skolan, som senare blev Konstfack.
Många av Frosts tavlor är Stockholmsmotiv. En vy mot Storkyrkan målade han sittande på Bondeska palatsets tak. I förgrunden syns Kolmätargränd, som försvann när Riksdagen började bebygga kvarteret. 
Konstnären Lars Frost deltog i flera utställningar i Stockholm och landsorten den här tiden, tillsammans med namn som Gösta Adrian-Nilsson, Göran Brunius och Birger Halling.